# 呉沢寛
呉 沢寛（オ・テックァン、朝鮮語: 오택관/吳澤寬、1888年4月20日 - 没年不詳）は、日本統治時代の朝鮮の牧師、独立運動家、大韓民国の政治家。制憲韓国国会議員。
本貫は同福呉氏。元公報部長官・東亜日報社長の呉在璟は息子。

## 経歴
京畿道（現・仁川広域市）甕津郡出身。漢文修学を経て、海州海同学校に入学したが、在学中に三・一運動に参加して中退。7年間放浪生活を送った後、京城西大門高等聖経学校を経て、平壌神学校卒。京城老会牧師、河橋教会牧師、在日留学生による秘密結社である崇徳奨学会の組織者、福岡市朝鮮キリスト教教会牧師、大阪府朝鮮キリスト教牧師、東京朝鮮キリスト教牧師、黄海道甕津邑キリスト教牧師、韓国独立党甕津郡党部監察委員長・同郡北面党部委員長・甕津郡党委員長、同党所属の制憲国会議員を務めた。朝鮮戦争の際、北朝鮮に拉致された。宗教界の人事として平壌で過ごしたが、1958年3月、南宮赫、朴相健、宋台用らと共に西平壌駅から両江道慈城の強制労働収容所へ送られた。